# Ligne de Lunéville à Saint-Dié
La ligne de Lunéville à Saint-Dié est une ligne ferroviaire française à voie unique à écartement standard électrifiée de la région Grand Est. Elle constitue une antenne ferroviaire de desserte du massif vosgien. À l'origine partie intégrante d'une liaison Lunéville – Épinal via Saint-Dié-des-Vosges, période durant laquelle elle portait le numéro 18, elle devint, à la faveur de la construction des lignes transvosgiennes via le col de Saâles d'une part et le tunnel de Sainte-Marie-aux-Mines d'autre part, la partie nord de la ligne 23 reliant Nancy et Lunéville à Sélestat via Saint-Dié.
Jugée moins stratégique que ses voisines et de ce fait maintenue durant toute son histoire à voie unique, cette ligne secondaire a été électrifiée à l'occasion de la venue du TGV Est Européen pour que la ville de Saint-Dié-des-Vosges bénéficie d'un aller/retour du TGV Est par jour.
Elle constitue la ligne no 067 000 du réseau ferré national.

## Historique

### Chronologie
- Le 17 mai 1864, mise en service de Lunéville à Raon-l'Étape[2],
- Le 15 novembre 1864, mise en service de Raon-l'Étape à Saint-Dié[3].

### Origine
Dans les années 1850, les villes et bourgs industriels, qui ne sont pas rattachés au chemin de fer, demandent la création de lignes pour pouvoir être raccordé au réseau de l'Est. Le préfet du Bas-Rhin, Migneret, fédère les mécontents avec une proposition pour la création de lignes, d'intérêt local à faible coût, hors des grandes compagnies en utilisant les chemins vicinaux comme plateforme, ce qui permet d'utiliser la loi du 21 mai 1836 sur la vicinalité. Des industriels commencent à créer des compagnies, mais c'est finalement l'État, qui désire unifier les réseaux, qui met fin à ce projet.
La ligne de Lunéville à Saint-Dié est déclarée d'utilité publique par un décret impérial le 31 août 1860.Le coût de la construction est estimé à 9,94 MF et une subvention de 5 MF est prévue pour compenser un produit brut annuel estimé à 0,7 MF. De ce fait, l'administration engage immédiatement des travaux sur toute la longueur entre Lunéville et Raon-l'Étape.

### Ligne de la Compagnie de l'Est
Par une convention signée avec le ministre des Travaux publics le 1er mai 1863, la Compagnie des chemins de fer de l'Est reçoit la concession de la ligne. Cette convention est approuvée par décret impérial le 11 juin 1863. La Compagnie reprend les chantiers ouverts par l'État qui y a déjà dépensé 2,5 MF, et termine en premier la section de Lunéville à Raon-l'Étape qu'elle ouvre à l'exploitation le 17 mai 1864. Puis elle fait l'intégralité de la construction de la deuxième section de Raon-l'Étape à Saint-Dié, qu'elle ouvre le 15 novembre 1864.
Pendant la guerre franco-allemande de 1870 le pont de Thiaville est détruit par l'armée française le 4 octobre et dix kilomètres de voies sont enlevés par l'armée « prussienne » pour être réutilisé à l'entretien des voies de la ligne de Paris à Strasbourg. En novembre 1871, ces dommages sont en cours de réparation par la Compagnie de l'Est. En septembre 1872, neuf kilomètres de voies ont été rétablis et une voie d'évitement ajouté à la station de Saint-Clément.

### Ligne de la SNCF
Le 16 septembre 1995 a lieu la pose d'un premier poteau caténaire en gare de Saint-Dié. Cette cérémonie, qui préfigure l'électrification et la rénovation de la ligne est faite par le président du conseil régional avec le directeur régional de la SNCF et le responsable du projet TGV-Est. En janvier 2003, le chantier de mise au gabarit électrique des ouvrages d'art est achevé. Celui de la modernisation de la signalisation et des télécommunications est en cours de réalisation.

## Caractéristiques

### Tracé et profil
Longue de 50 km la ligne a un profil caractérisé par une pente montante de Lunéville, altitude 230 m, à Saint-Dié-des-Vosges, altitude 343 m, où le gradient maximal de 7‰ est atteint juste avant l'arrivée à ce terminus.

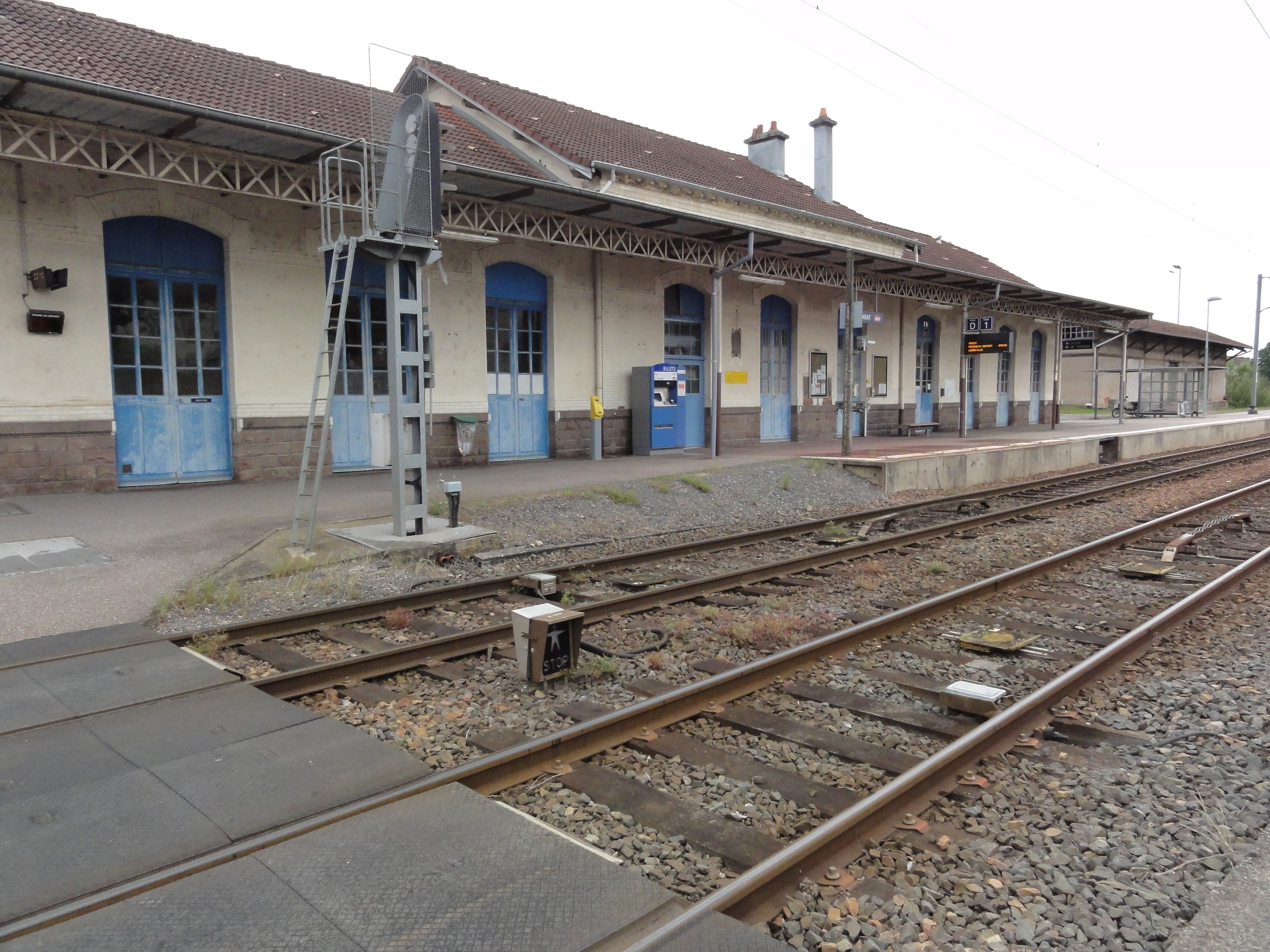
Gare de Baccarat avec sa voie d'évitement.

La ligne débute en gare de Lunéville, embranchement avec la ligne de Noisy-le-Sec à Strasbourg-Ville dont elle s'écarte par une courbe sur la droite vers le sud-est. Établie sur la rive droite de la Meurthe, en parallèle avec la route départementale 590, de Nancy à Sélestat, elle passe à l'ancienne halte de Moncel-lès-Lunéville puis sous la route nationale 4. Puis par un tracé, quasi rectiligne, établi sur les marnes calcaires du plateau Lorrain, elle dessert Saint-Clément - Laronxe, Chenevières, Ménil-Flin, Azerailles et enfin Baccarat. Ensuite la vallée devient plus étroite avec un relief plus accentué avec aux alentours des collines couvertes de forêts. Après un passage sous la RN 59 la voie passe à Bertrichamps avant de traverser une première fois la Meurthe. Maintenant sur la rive gauche, la ligne dessert la halte de Thiaville  avant de rejoindre la gare de Raon-l'Étape. Dans un espace restreint la ligne traverse la rivière puis longe la gare de chargement de la ballastière de Raon l'Étape. Elle effectue un nouveau passage sous la RN 59 avant de franchir le Rabodeau pour rejoindre la gare d'Étival-Clairefontaine. Après un passage en forêt et un autre franchissement de la Meurthe elle atteint Saint-Michel-sur-Meurthe. Le dernier tronçon est celui où la pente est la plus importante avant de passer de nouveau sous la RN 59 juste avant d'arriver en gare de Saint-Dié-des-Vosges.

### Ouvrages d'art

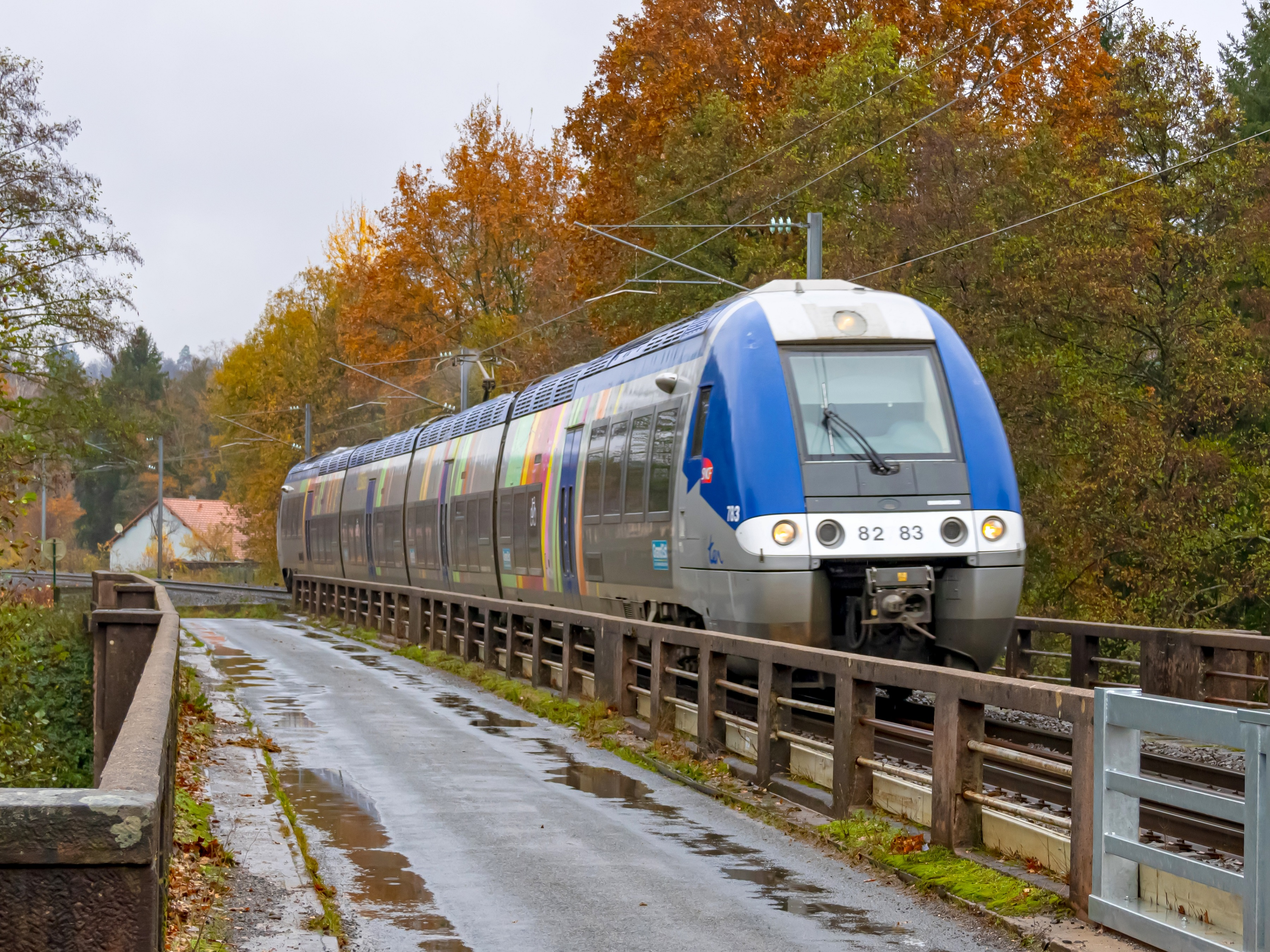
Le pont sur la Meurthe au PK 415,718 de la ligne, à Thiaville

Il n'y a pas d'ouvrages d'art véritablement importants, néanmoins les plus significatifs sont trois ponts pour le franchissement de la Meurthe : 66 m, au PK 415,718, 60 m, au PK 419,359, et 419, 59 m, au PK 425,427, et un pont sur le Rabodeau : 29 m, au PK 422,306.

### Gares et haltes

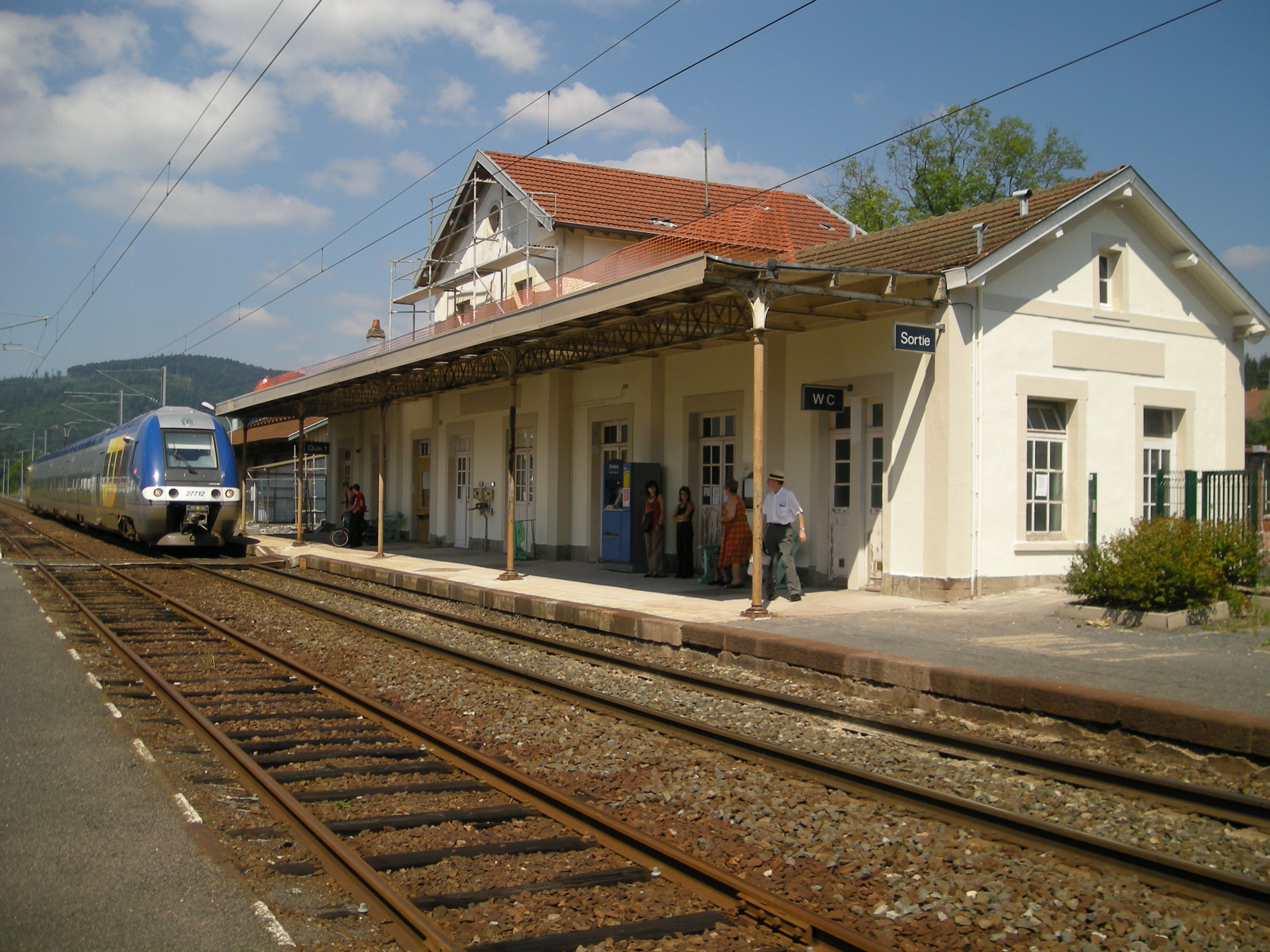
TER Lorraine en gare d'Étival-Clairefontaine.

Pour les voyageurs, outre les deux gares d'extrémité, Lunéville et Saint-Dié-des-Vosges, la ligne dispose de trois gares (Baccarat (il reste le bâtiment mais il n'y a plus de guichet), Raon-l'Étape et Étival-Clairefontaine), puis de sept haltes (Saint-Clément - Laronxe, Chenevières, Ménil-Flin, Azerailles, Bertrichamps, Thiaville et Saint-Michel-sur-Meurthe).

### Voies d'évitement
Cette ligne à voie unique comporte cinq points de croisement avec une voie d'évitement, à : Saint-Clément-Laronxe, Azerailles, Baccarat, Raon-l'Étape et Étival-Clairefontaine.

### Électrification
Depuis 2006, la ligne est électrifiée sur toute sa longueur en 25 kV – 50 Hz.

### Signalisation
La ligne est équipée en Block automatique à permissivité restreinte (BAPR).

### Vitesses limites
Elle est variable suivant le matériel roulant utilisé. Elle est dans les deux sens : de 120 km/h pour notamment les TGV, AGC et Z2 ;  et de 110 km/h pour les autres automotrices. Par ailleurs pour d'autres matériels elle peut être de 80 km/h ou 60 km/h suivant les tronçons et le sens de circulation,.

## Trafic

### Matériel roulant
- Rames Corail tractées par des BB 15000, les trains Corail ne circulent plus depuis la circulation des TGV ;
- AGC (X 76500 et Z 27500) ;
- TER 2N NG Z 24500 ;
- RRR tractées par des BB 16500 remplacées par les BB 25500 ;
- Z 11500 ;
- X 4750 retirés dès l'année 2015 ;
- B84500 (Régiolis) en remplacement des X 4750.

Les X 4300 ont été retirés du service en novembre 2007. Les RRR ont été retirées du service, sur cette ligne, en fin d'année 2016.